# Jules Schwitzguébel
Jules Schwitzguébel (ur. w XIX wieku  – zm. XX wieku) – szwajcarski kolarz torowy, brązowy medalista mistrzostw świata.

## Kariera
Największy sukces w karierze Jules Schwitzguébel osiągnął w 1906 roku, kiedy zdobył brązowy medal w wyścigu ze startu wspólnego zawodowców podczas mistrzostw świata w Genewie. W zawodach tych wyprzedzili go jedynie Francuz Louis Darragon oraz Belg Arthur Vanderstuyft. Był to jedyny medal wywalczony przeze Schwitzguébela na międzynarodowej imprezie tej rangi. Ponadto czterokrotnie zdobywał medale w tej konkurencji na torowych mistrzostwach Szwajcarii, ale nigdy nie zwyciężył. Nigdy również nie wystąpił na igrzyskach olimpijskich. 